# Posillipo
Posillipo (Pusilleco en napolitano) es un barrio residencial en las colinas de la ciudad de Nápoles, Italia, integrado administrativamente desde 1925 como barrio de Nápoles.
Limita al oeste con los barrios de Bagnoli y Fuorigrotta y al este con Chiaia. Al sur se extiende el Golfo de Nápoles, perteneciente al Mar Tirreno.
Tiene una superficie de 5,17 km² y 23.311 habitantes.

## Etimología
Su nombre deriva del griego Παυσιλυπον (Pausílypon), que significa literalmente "tregua del peligro" o "que hace cesar el dolor", denominación unida al panorama que se disfrutaba también hace dos mil años desde esta zona de Nápoles.

## Historia

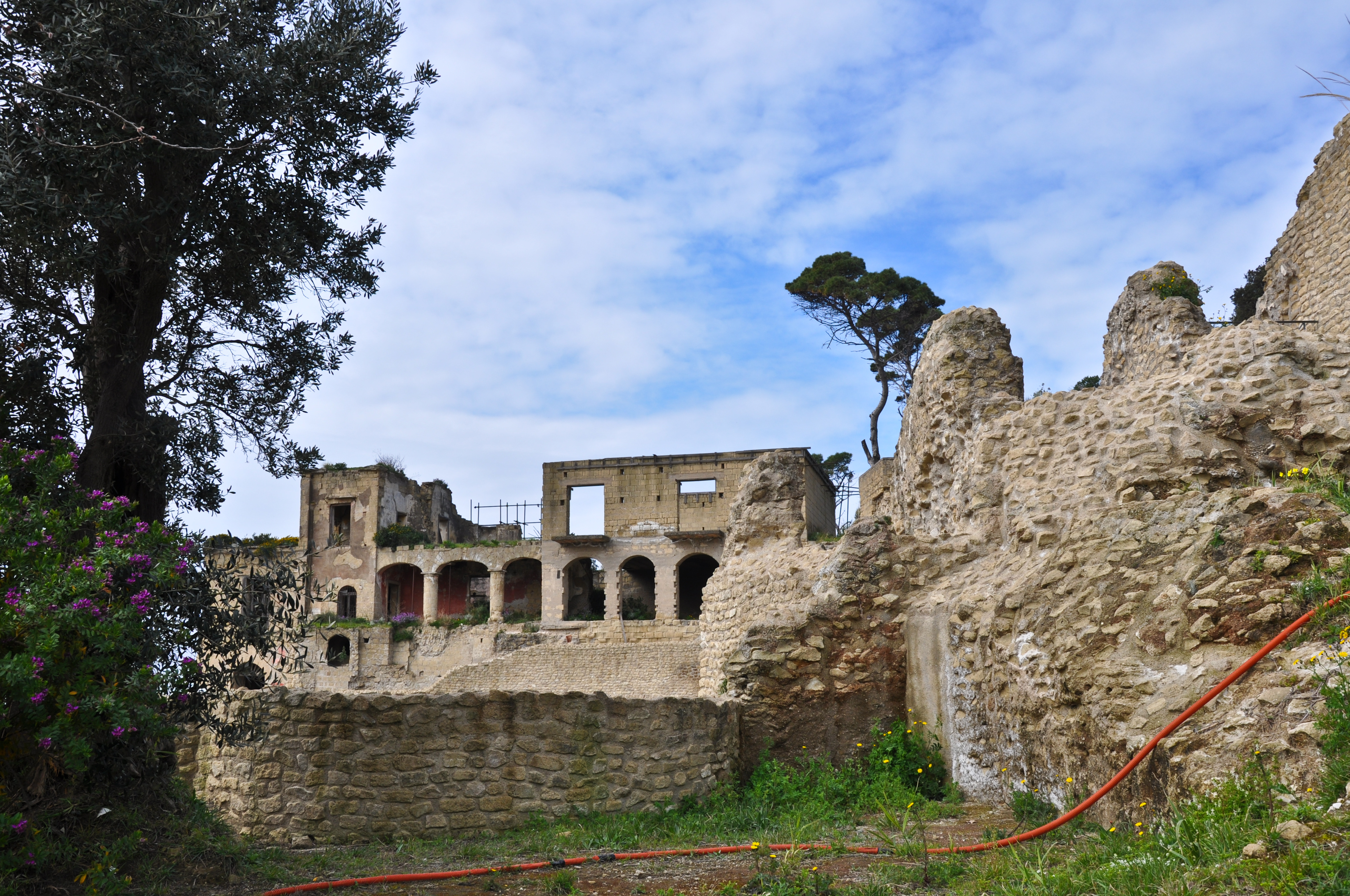
Restos de la Villa di Pausilypon y del Teatro.

Posillipo aparece en las fuentes de la griegos antiguos, los primeros que habitaron el promontorio, entonces cubierto completamente con rocas y árboles. Están presentes ruinas romanas en las costas y cerca del punto más alto de la colina; también es posible ver los restos de las aperturas que ventilaban el túnel que conducía a la residencia de Publio Vedio Pollione y hay restos de un anfiteatro. Con el final de la Edad Antigua la población de Nápoles se cerró en la zona amurallada y Posillipo cayó en decadencia, presa de las invasiones bárbaras y el abandono.
En la Edad Moderna, la zona se mantuvo mayormente sin urbanizar hasta la construcción de la Via Posillipo entre 1812 y 1824. Esta calle comienza en el puerto de Mergellina y se extiende casi en paralelo a la costa.
Buena parte de la zona ha sufrido importantes reconstrucciones tras la Segunda Guerra Mundial, pero ha conservado numerosos edificios históricos, entre ellos la Villa Rosebery, actualmente residencia propiedad del Presidente de la República.

## Territorio

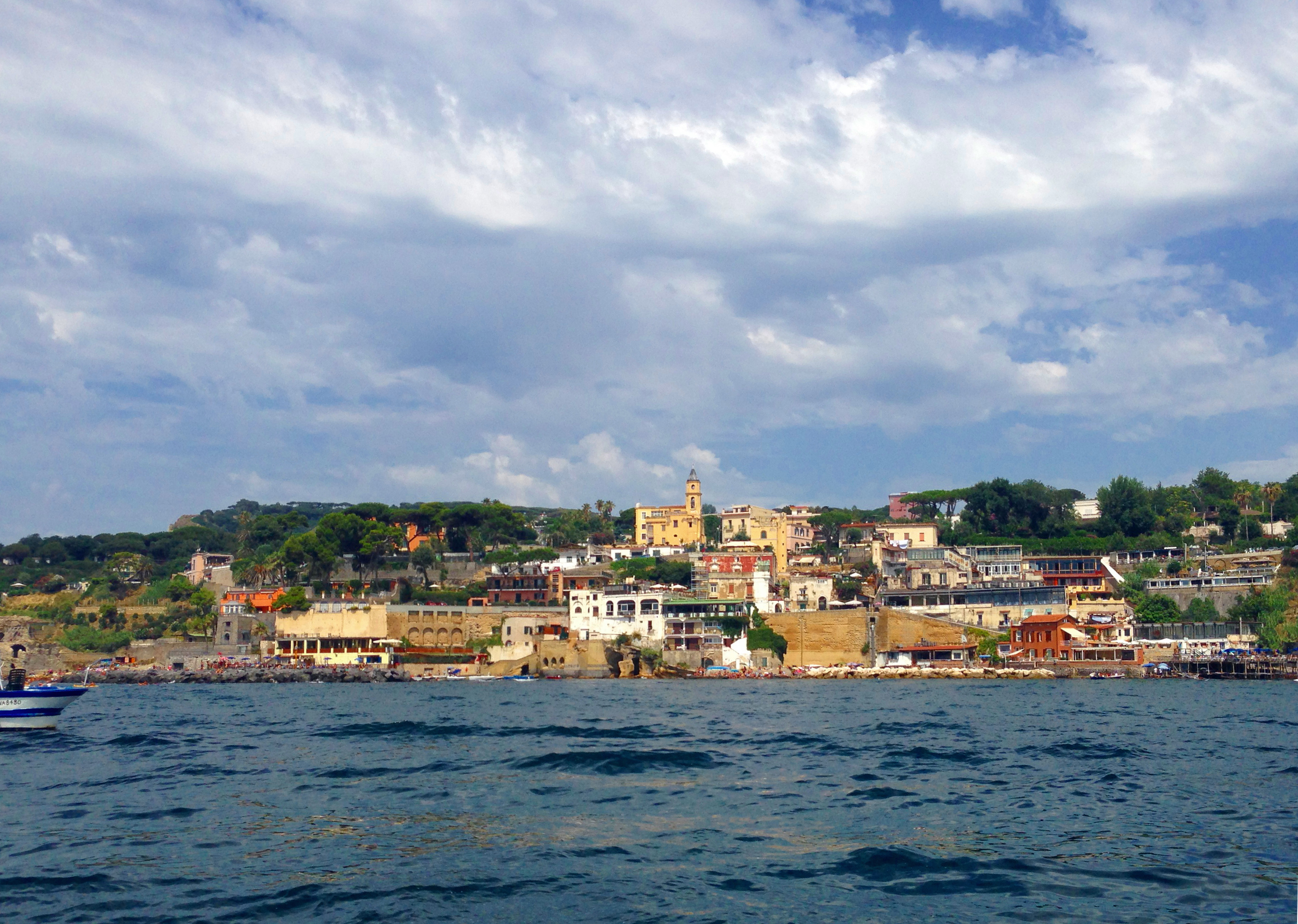
Vista de Marechiaro desde el mar.

En el barrio de Posillipo se encuentran varios pueblos: Villanova di Posillipo (o Porta di Posillipo), Casale di Posillipo, Santo Strato, y el más conocido de todos, Marechiaro, con el característico "Scoglione".
Hay además numerosos monumentos y lugares de interés histórico-artístico: el Parco Virgiliano (anteriormente Parco della Rimembranza); importantes villas en el mar como Villa Rosebery, residencia veraniega del Presidente de la República Italiana; construcciones romanas que permitían, a través de una galería llamada Gruta de Sejano, llegar a los puertos romanos de Pozzuoli, Portus Julius y Miseno.
Desde 1912 se sitúa en este barrio el Seminario Pontificio Interregional Campano, de gran importancia para los seminaristas de la provincia eclesiástica campana y muchas diócesis situadas en las regiones limítrofes.

## Monumentos y lugares de interés

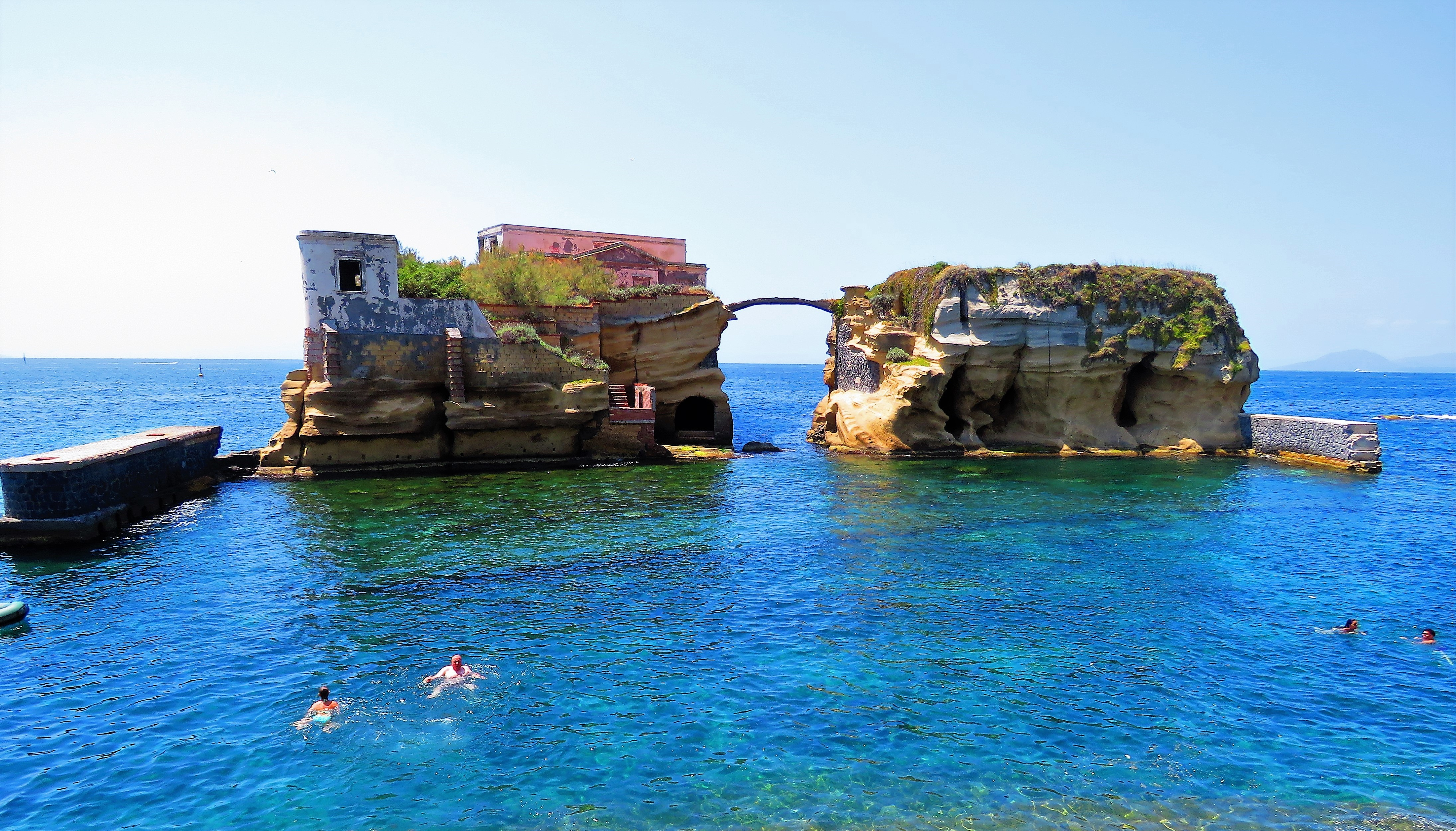
La Isla de la Gaiola.

En la extremidad del Cabo Posillipo se encuentra el Parque Sumergido de Gaiola, instituido en 2002 conjuntamente por el Ministerio de Medio Ambiente y el de Bienes Culturales, en las aguas que rodean los islotes de Gaiola. Se extiende desde el puerto de Marechiaro a la Bahía de Trentaremi, con el objetivo de proteger tanto ambiental como arqueológicamente.
Otro lugar importante es el Parque Arqueológico de Posillipo, donde, entre algunas de las mejores vistas del Golfo de Nápoles, es posible admirar también los restos de la Villa Imperial de Pausilypon, con los anexos del teatro y el odeón, la Gruta de Sejano y el Palacio de los Espíritus.
El Parque Virgiliano, con una amplitud de 92 hectáreas, ofrece vistas panorámicas a una altitud de 150 metros sobre el nivel del mar.

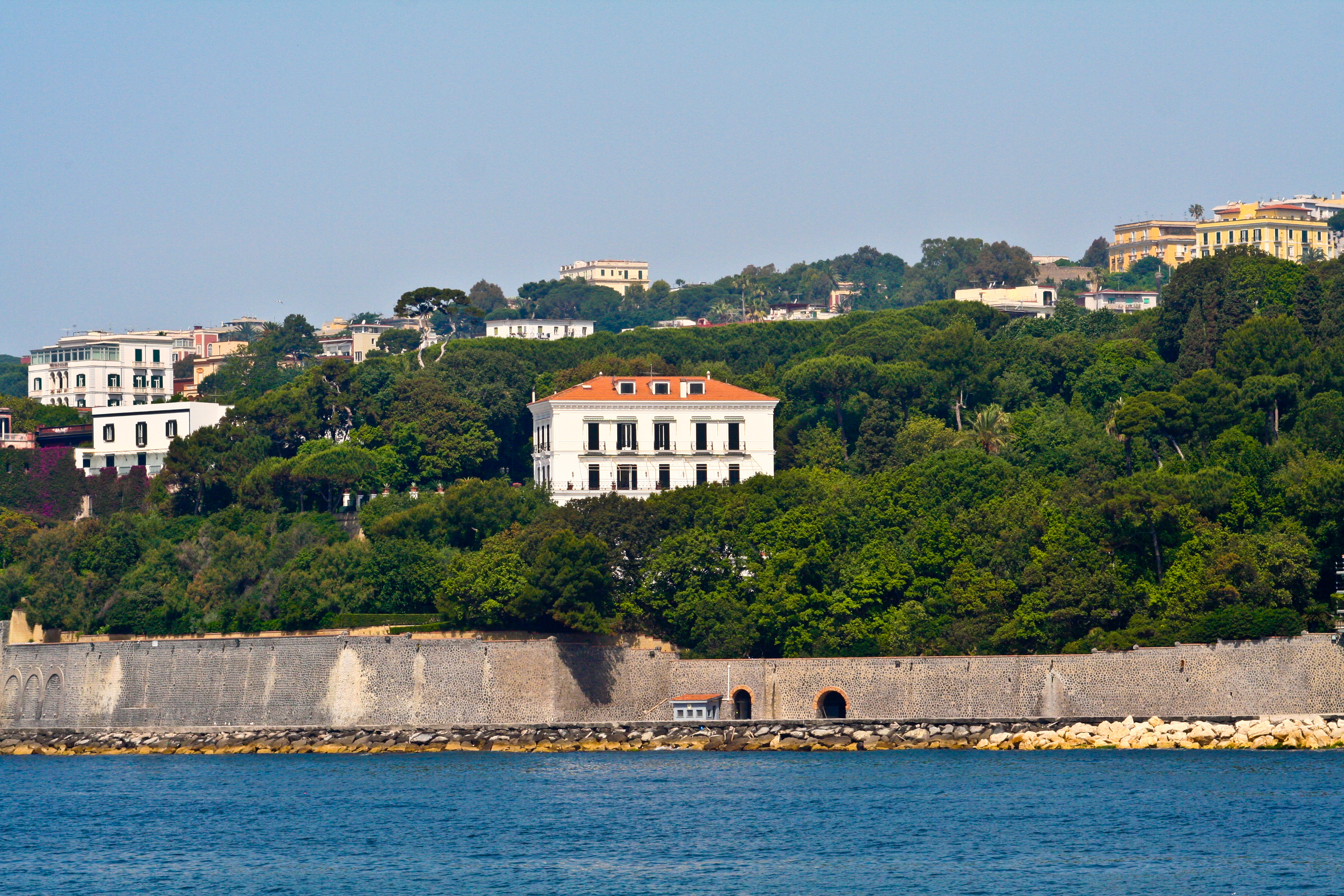
Villa Rosebery.

Muy singular es el Mausoleo Schilizzi, uno de los mejores ejemplos de la arquitectura neoegipcia en Italia, que actualmente sirve como monumento a los caídos en las dos guerras mundiales.
Entre las residencias históricas, destacan la ya mencionada Villa Rosebery, Palazzo Donn'Anna, Villa Mazziotti, Villa Doria d'Angri, Villa Volpicelli, Villa Emma, Villa Rocca Matilde y otras.
El barrio alberga varios templos católicos como las iglesias de Santa Maria del Faro, Addolorata, Sant'Antonio a Posillipo, Santo Strato a Posillipo y Santa Maria della Consolazione a Villanova.

## Transporte
La colina de Posillipo es atravesada por cuatro calles principales casi paralelas: la Via Posillipo que corre paralela a la costa desde Mergellina hasta el cabo Posillipo, Via Francesco Petrarca (anteriormente "Via Panoramica") en posición más elevada con excelentes vistas del Golfo de Nápoles y el Vesubio, las antiguas Via del Marzano y Via Porta Posillipo (una tras la otra) y la Via Alessandro Manzoni (anteriormente "Via Patrizi"). Otra arteria importante es la Via Orazio que, pasando por la Via Petrarca, une Mergellina con el rione de "Porta Posillipo", en la parte alta del barrio.

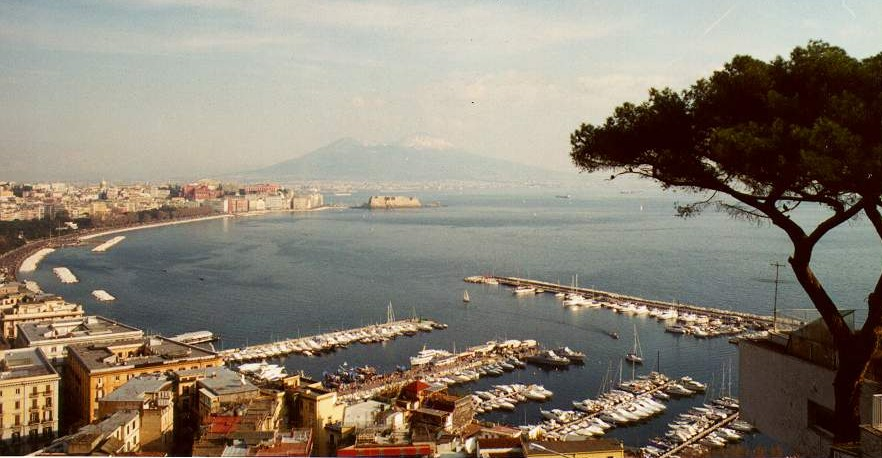
Nápoles, el Golfo y el Vesubio vistos de Posillipo, con el famoso pino di Napoli.

En esta calle está el mirador donde se encontraba el famoso pino di Napoli, símbolo de la oleografía napolitana del siglo XX. La parte montañosa de Posillipo está unida verticalmente por el Funicular de Mergellina, célebre obra urbanística y de ingeniería (elogiada en los versos de Salvatore Di Giacomo en la placa de mármol que hay en su entrada), cuya construcción dio inicio a la urbanización de la zona montañosa en torno a los años 1930. El funicular tiene su inicio en la zona costera de Mergellina y conduce hacia la cima de la colina (Via Manzoni) parando en otros tres puntos, "San Antonio" cerca del santuario homónimo, "San Gioacchino" en la Via Orazio y "Parco Angelina" cerca de la Via Stazio y la Via Giovenale.
En particular, en la Via Petrarca el municipio tuvo que instituir un servicio de vigilancia porque los conductores ralentizaban para admirar las vistas, atascando así el tráfico. El problema se resolvió construyendo aparcamientos y una larga terraza panorámica. Entre las cuatro calles, la Via Posillipo presenta el mayor número de edificios históricos, mientras que las otras tres fueron afectadas intensamente por la especulación inmobiliaria de la posguerra, aunque no se alcanzaron los excesos de otras zonas de la ciudad. Son numerosos los restaurantes presentes en la colina.

## Actividades deportivas

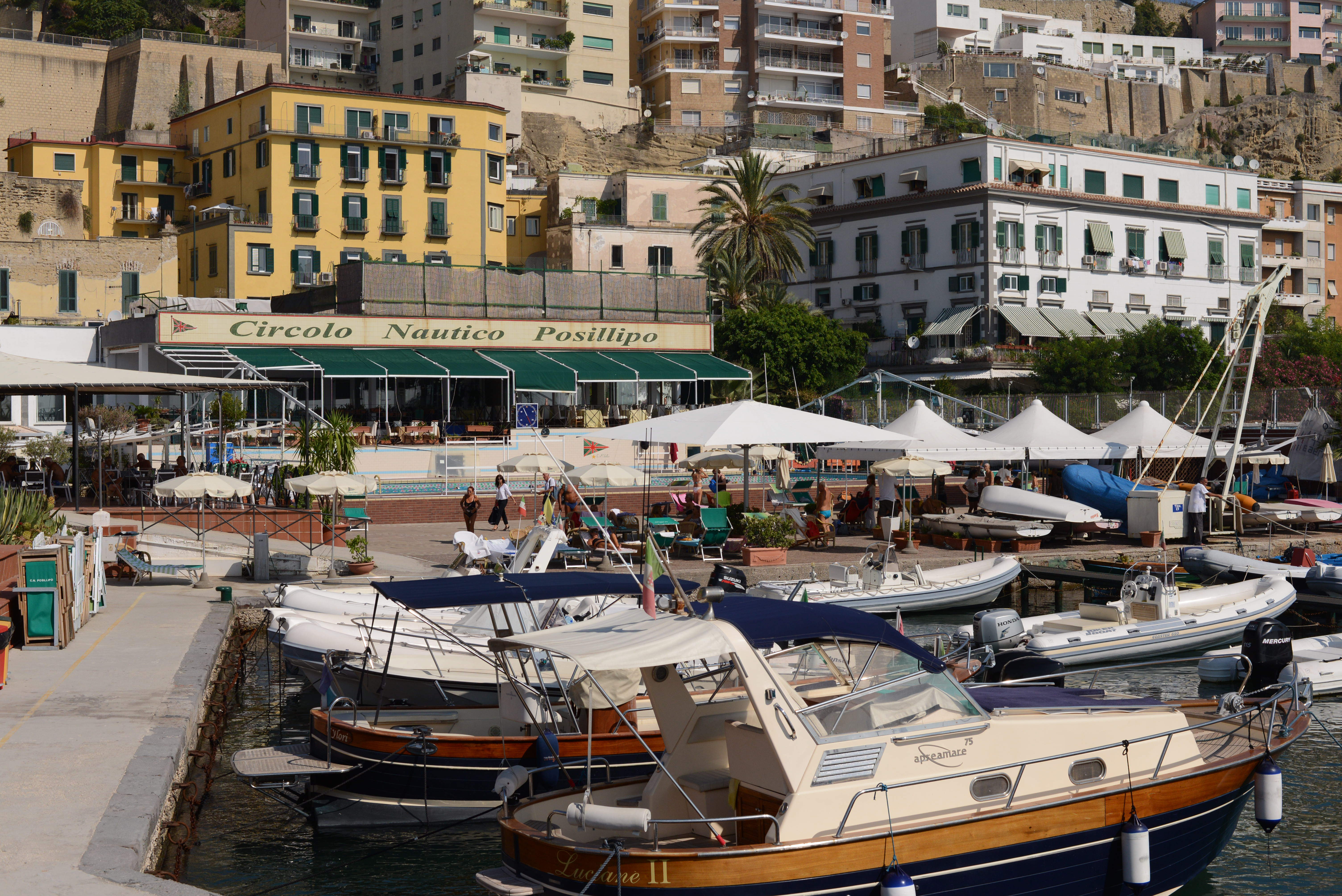
Circolo Nautico Posillipo.

En el barrio de Posillipo tiene sede el homónimo Círculo Náutico, que ha conseguido numerosos trofeos a nivel mundial, sobre todo en waterpolo. En cuanto al fútbol, Posillipo es sede del Campo Francesco Denza, una estructura de vanguardia, cuenta con un buen terreno de juego de césped sintético.
Desde 1933 a 1962, fue sede del homónimo circuito de carreras utilizado para el Gran Premio de Nápoles. Hasta 1939 albergó también carreras de Fórmula Grand Prix (Fórmula A en la posguerra) y, posteriormente, de Fórmula 2, sport prototipos y Fórmula 1 (aunque el Gran Premio no valía para el Campeonato Mundial).

## Personas relacionadas con Posillipo
- Oscar Wilde se alojó en 1897 en la Villa del Giudice, en Via Posillipo 37, junto con su compañero Alfred Douglas;
- Gianni Improta, futbolista italiano de los años 1970.

## Galería de imágenes

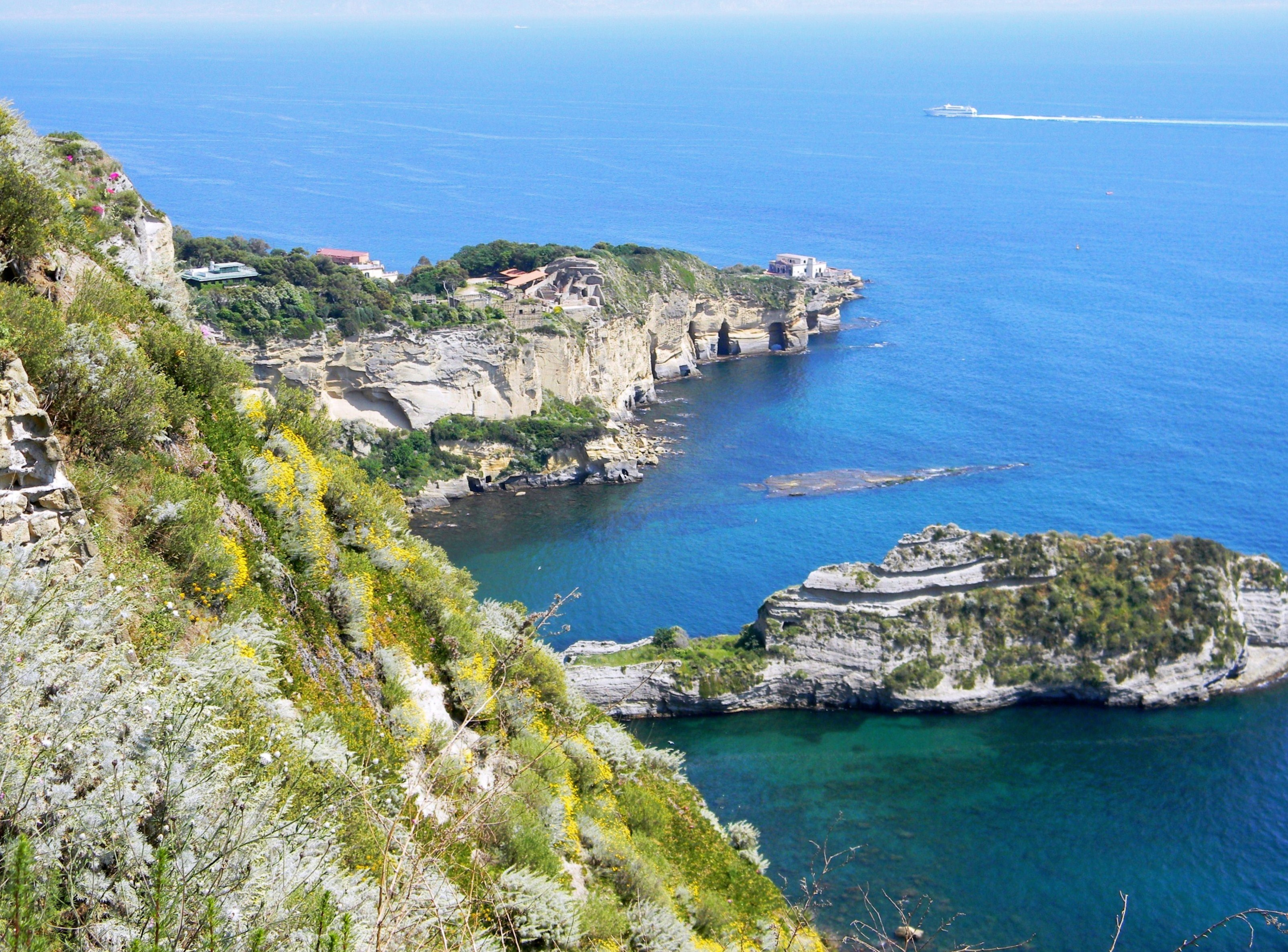
Bahía de Trentaremi
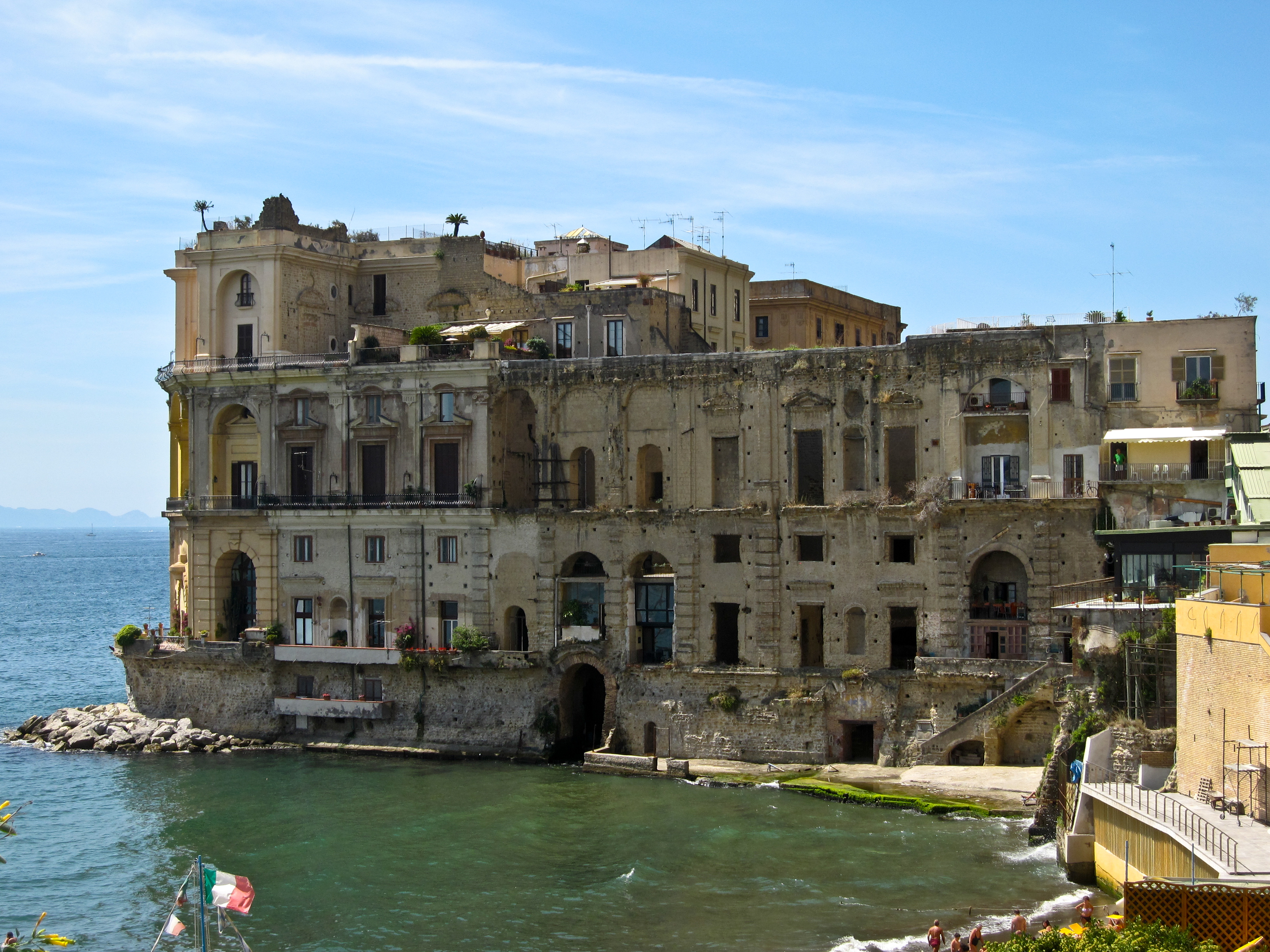
Palazzo Donn'Anna
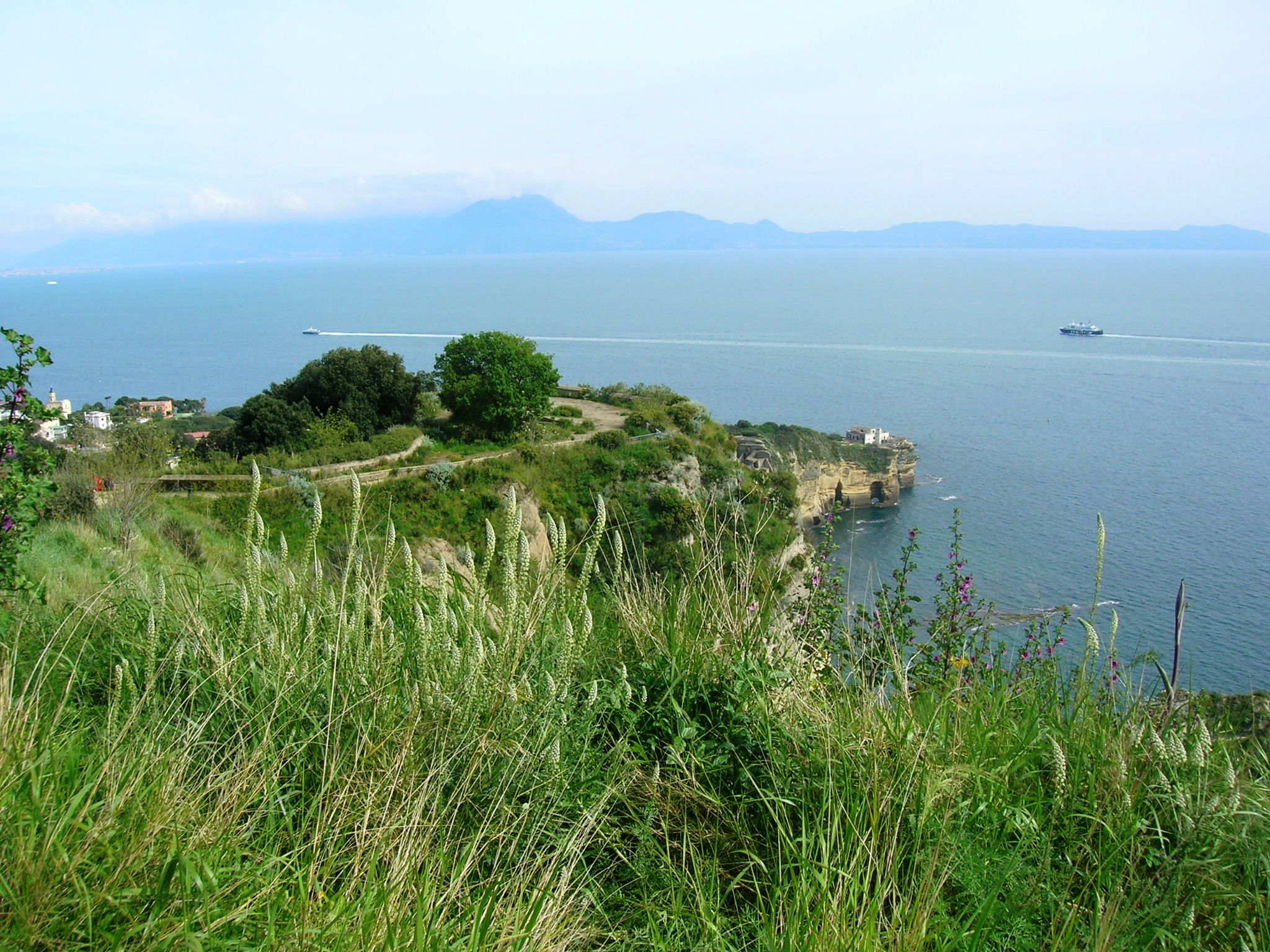
Parque Virgiliano
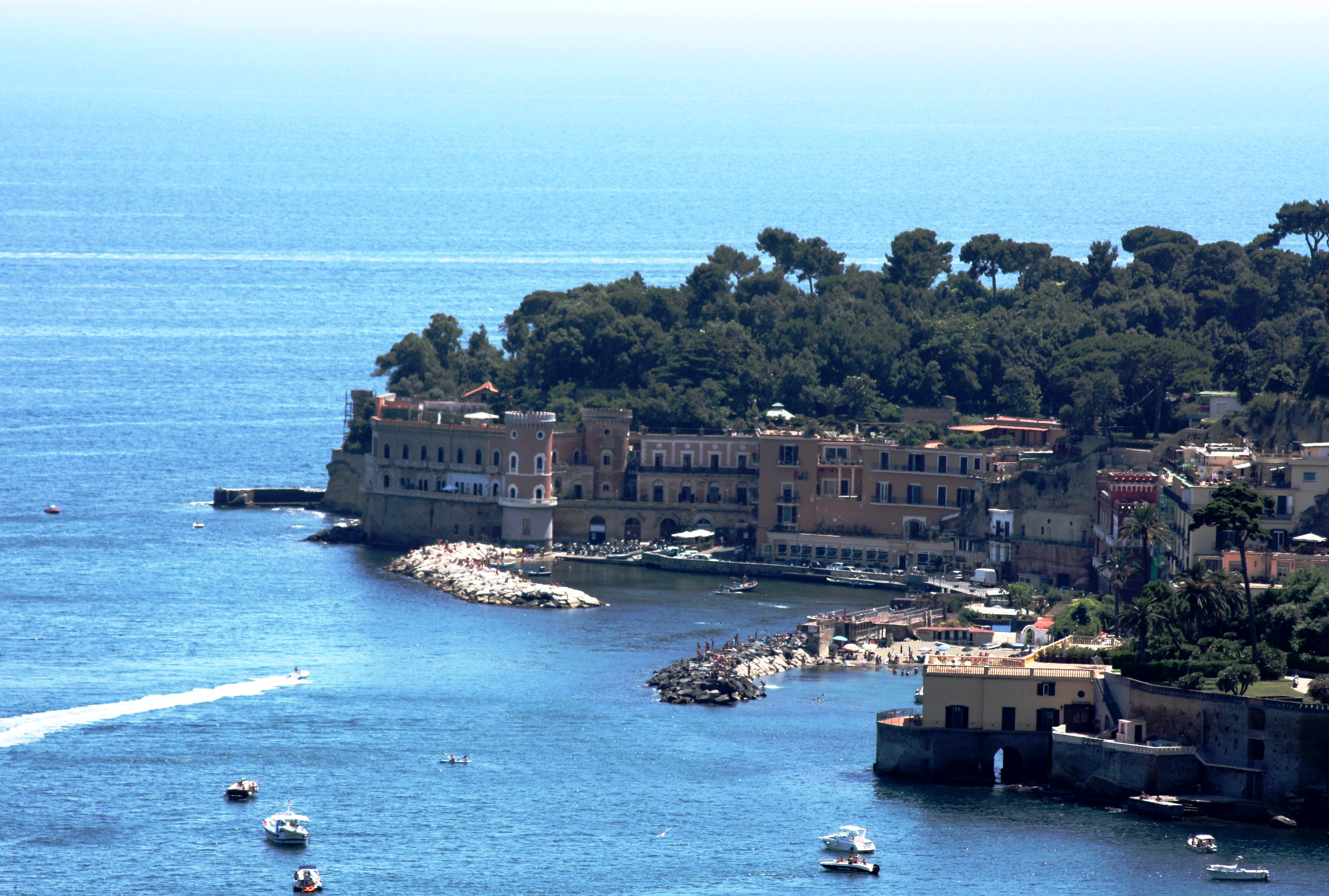
Riva Fiorita
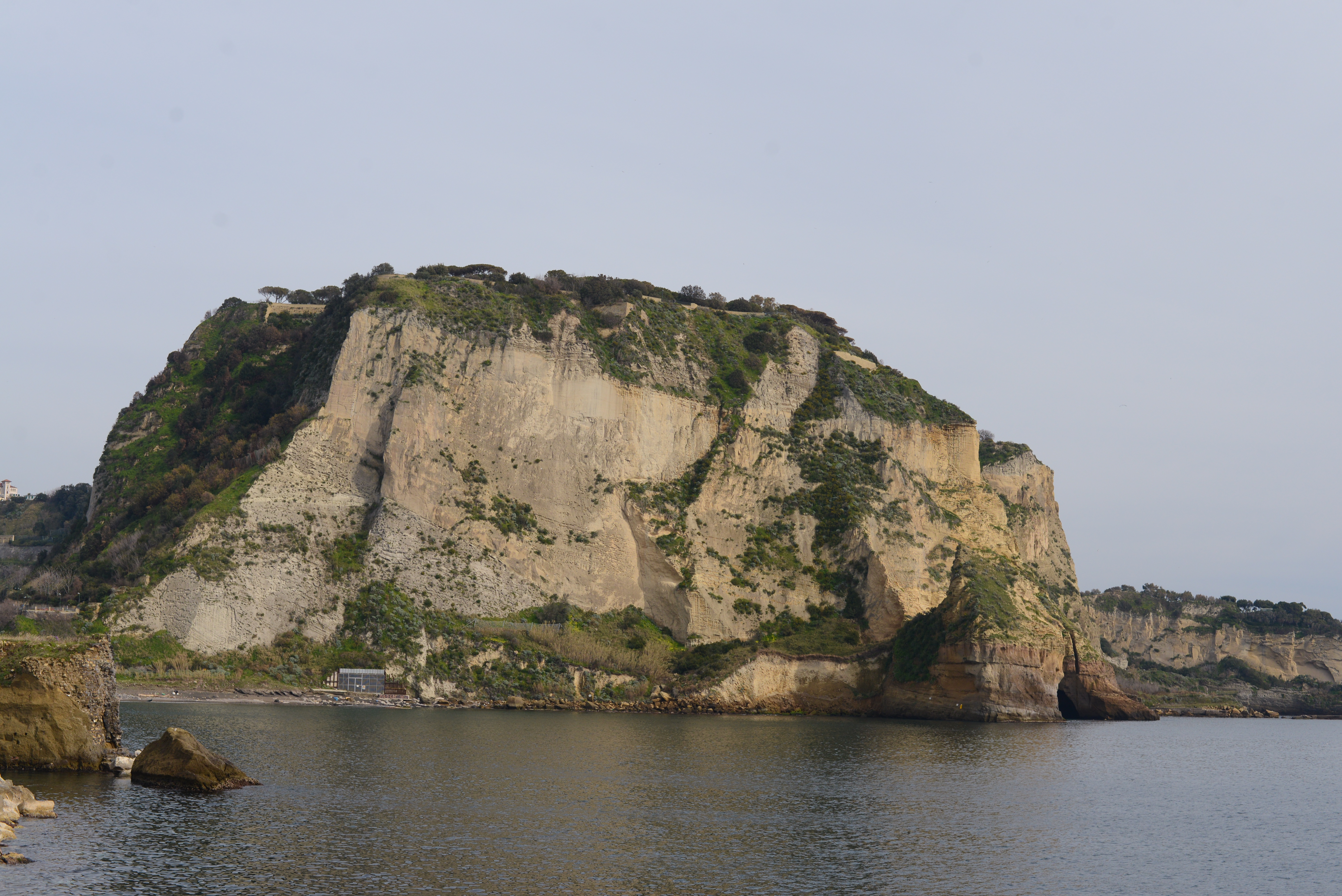
Cabo Posillipo
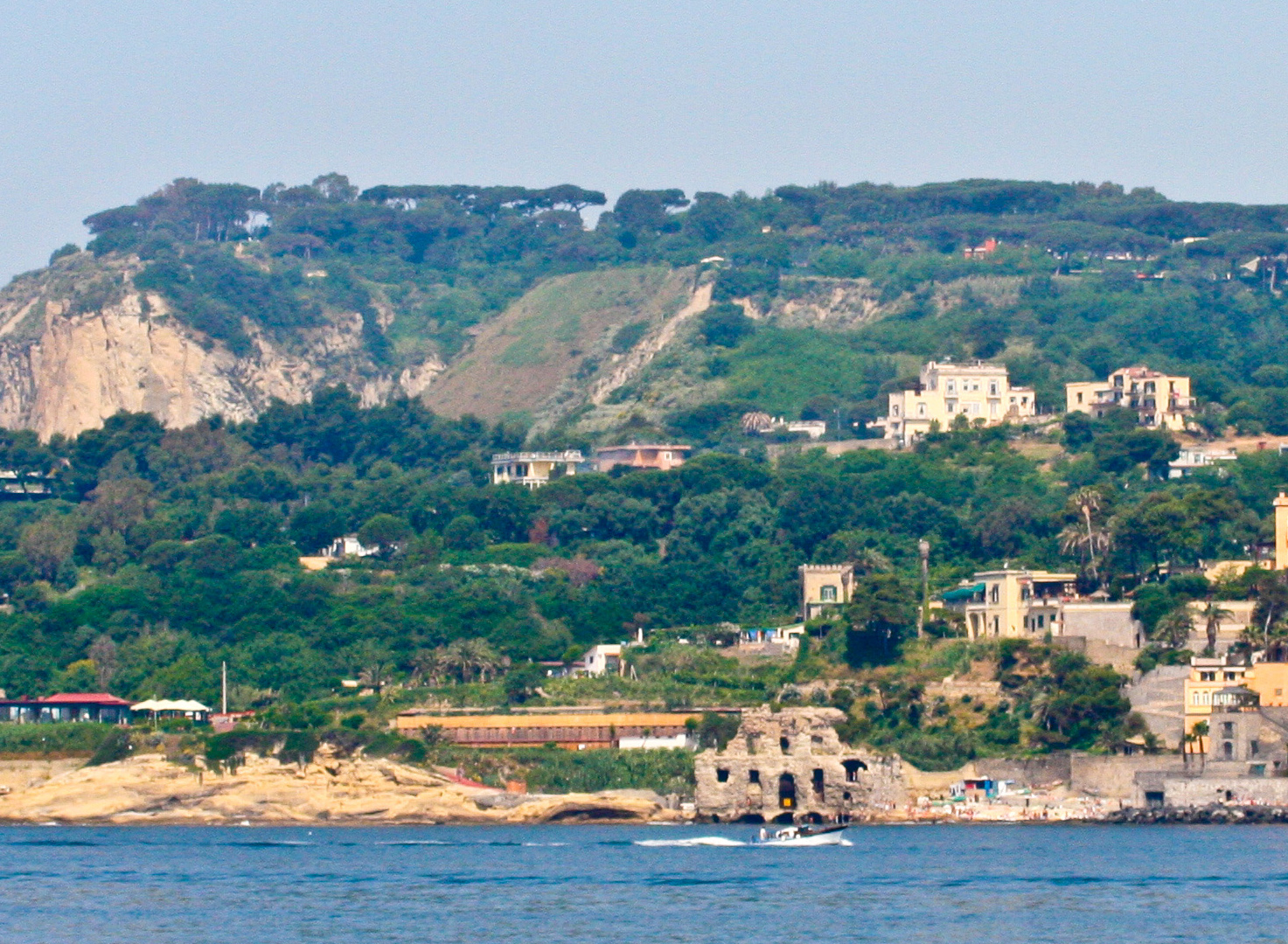
Palacio de los Espíritus
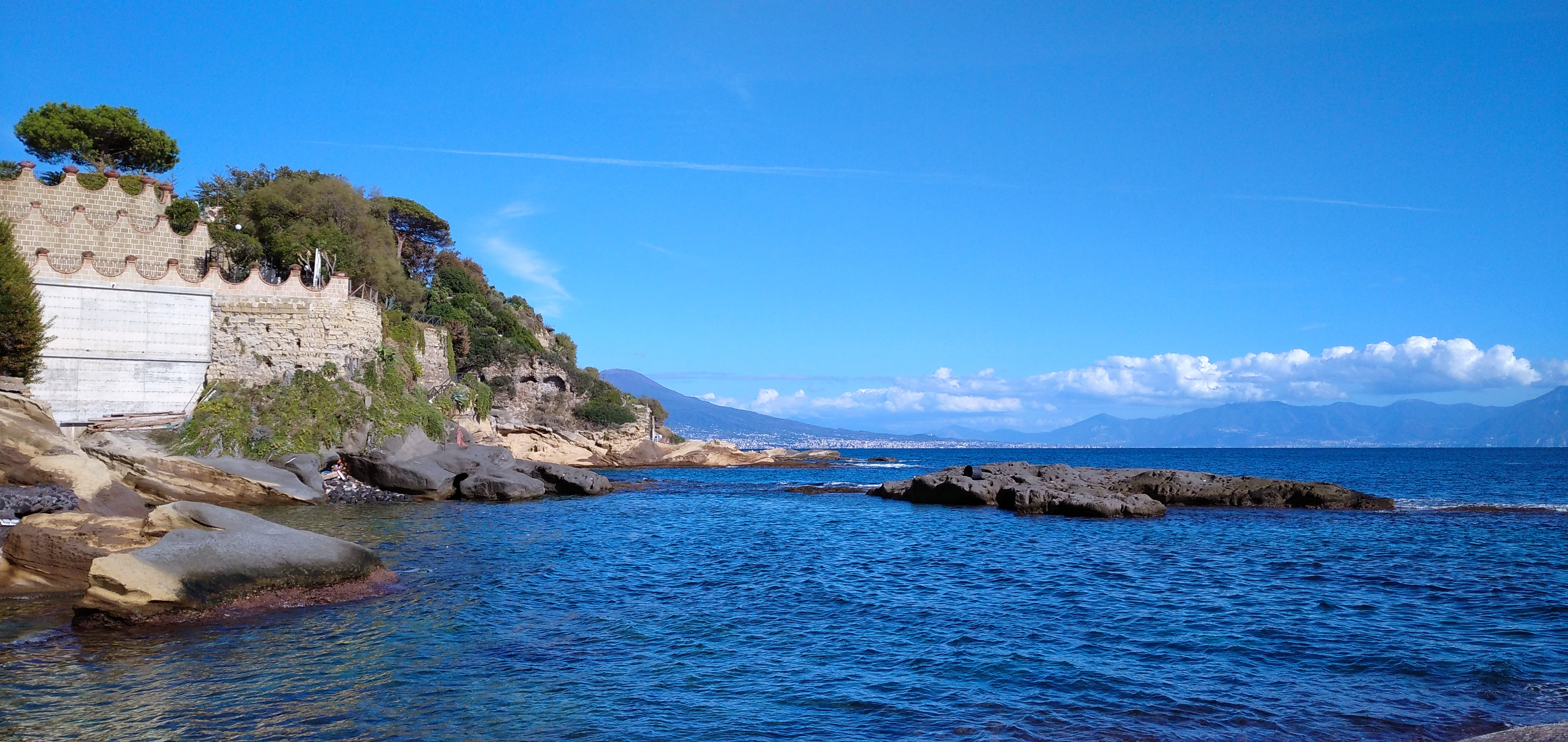
Scoglione de Marechiaro
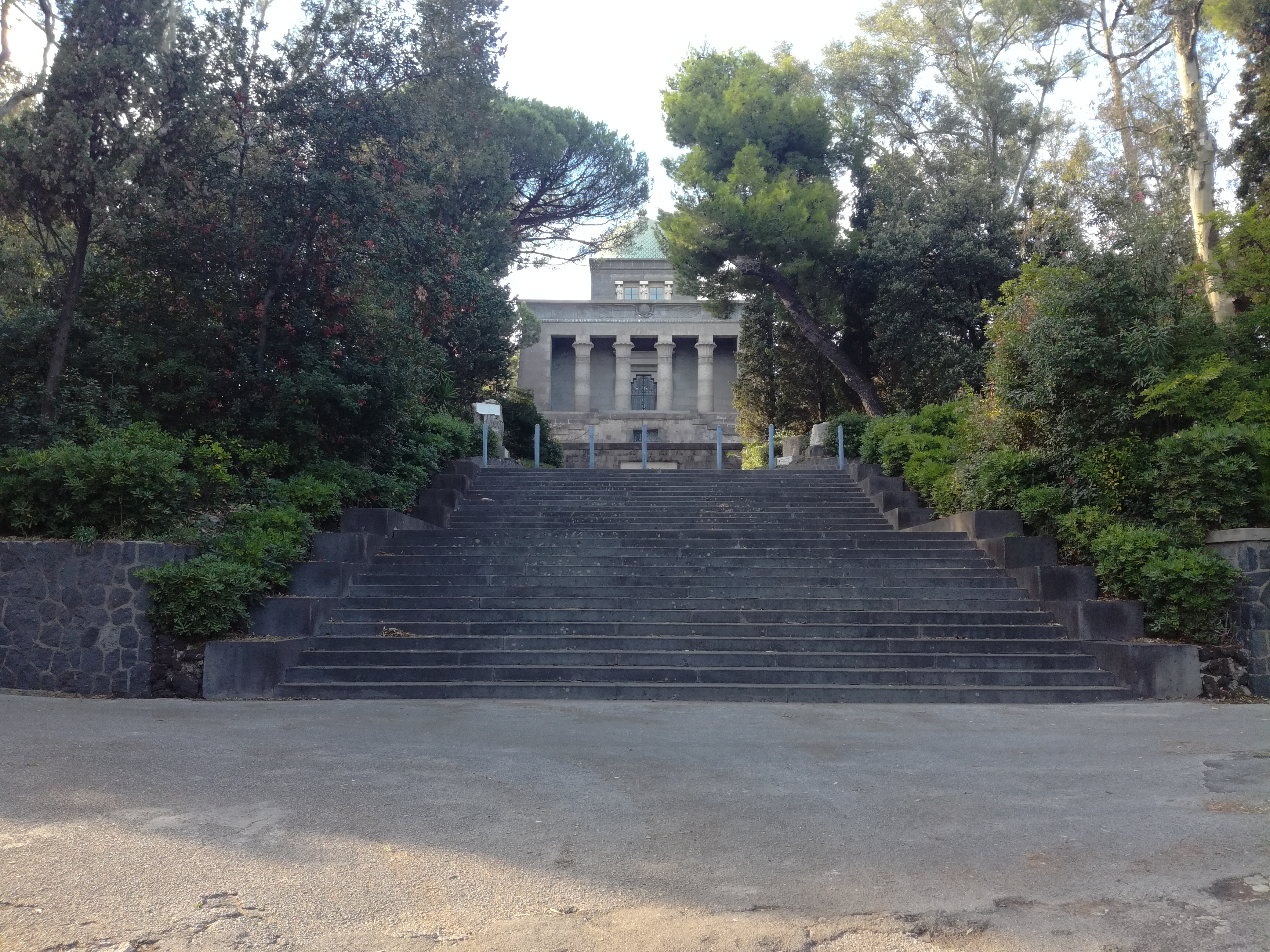
Mausoleo Schilizzi
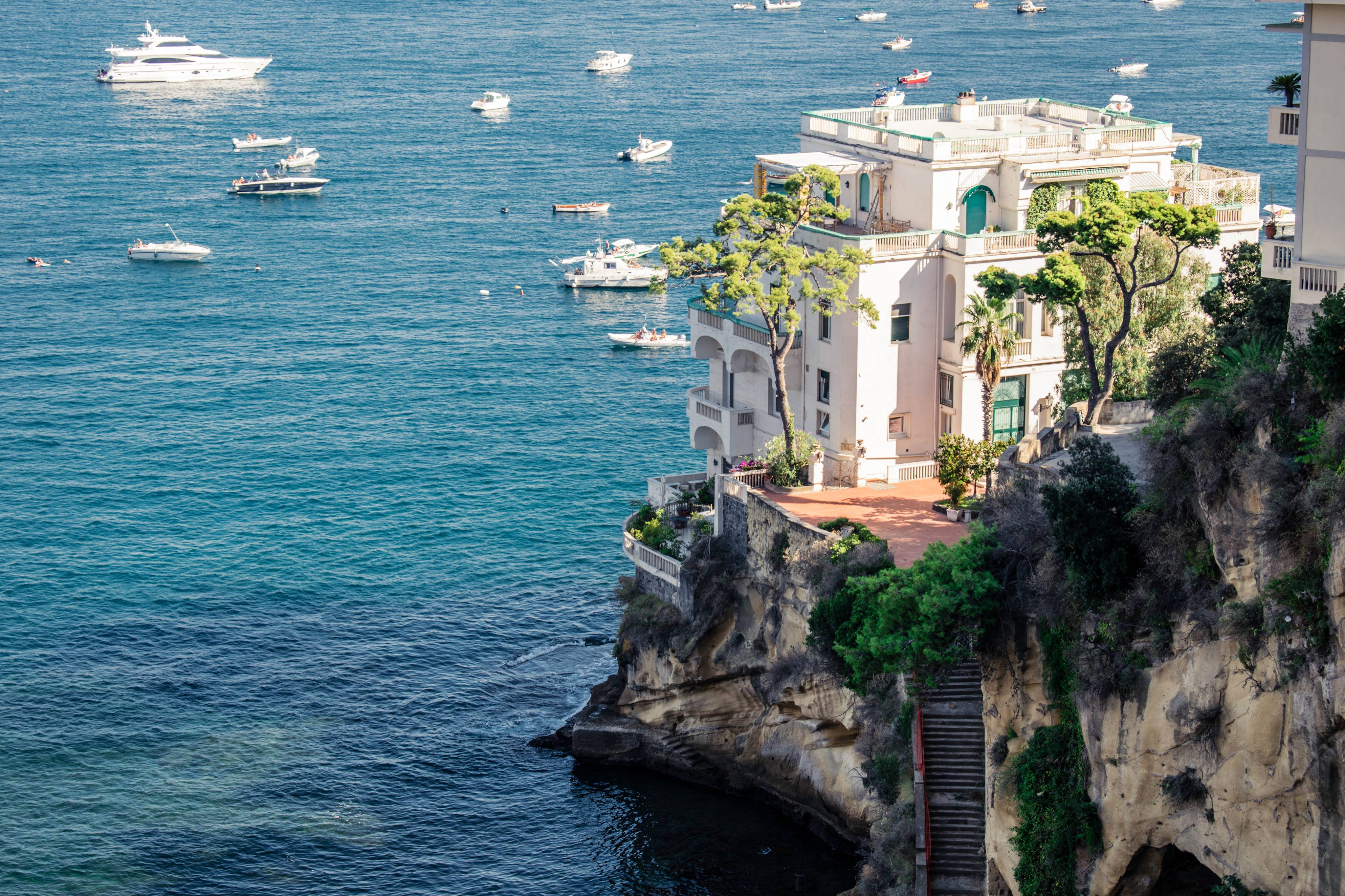
Villa Elisa
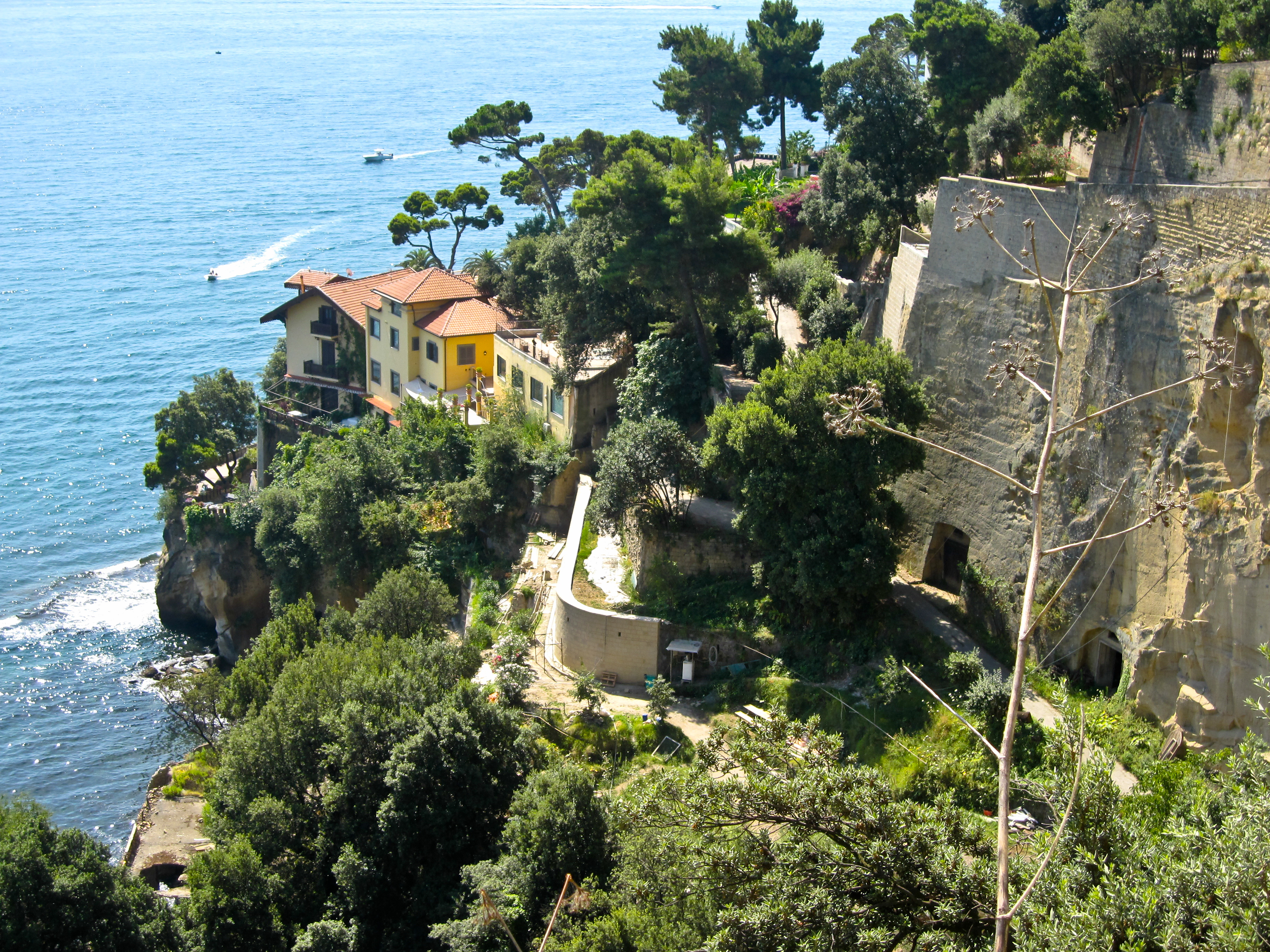
Residencias privadas en Posillipo